# Козара у Народноослободилачкој борби
Подручје Козаре, простор између река Гомјенице, Сане, Уне, Саве и Врбаса, било је једно од најснажнијих жаришта Народноослободилачке борбе народа Југославије. Посебну карактеристику овог подручја чинило је братство и јединство - српског, муслиманског и хрватског народа, што је Козари давало изузетну снагу да се за читаво време рата одупре окупатору, иако се налазила између веома остљивих и за окупатора нарочито значајних комуникација и објеката. Највећи део подручја Козаре био је током читаве Народноослободилачке борбе слободан. Немачке окупационе и усташко-домобранске јединице успеле су само у неколико великих казнених експедиција да прокрстаре читаву Козару, али на њој нису могли организовати и одржати окупациону власт.

## Окупација и припреме устанка на Козари
У Априлском рату 1941. године Приједор и друга места око Козаре заузели су делови немачке 183. пешадијске дивизије, чији се штаб налазио у Бањој Луци. Први месеци окупације и постојања Независне Државе Хрватске, праћени су терором и злочинима над Србима, Јеврејима, Циганима и антифашистима.
После Обласне конференције Комунистичке партије Југославије за Босанску крајину одржане 8. јуна 1941. године на Шехитлуцима, код Бање Луке, у многим козарским селима формиране су ударне групе (јачине од 5 до 15 бораца), образован известан број диверзантских група и створена мрежа среских и сеоских војних повереника. Одлуком Покрајинског комитета КПЈ за Босну и Херцеговину о дизању устанка од 13. јула 1941. године, планирано је да се од ударних и диверзанстких група образују партизански одреди, чија би дејства обједињавао Штаб Друге чете за Босанску крајину са седиштем на Козари. Разрада одлуке Покрајинског комитета за почетак оружане борбе на Козари, извршена је на састанку у селу Орловицама код Приједора, ноћу 25. јула 1941. године.

## Устанак 1941. године
Оружана борба на Козари почела је 29. јула 1941. године. Ударним групама убрзо се придружио велики број сељака, од којих мноштво без ватреног оружја. За два дана уништене су жандармеријске станице у Кнежици, Сводни, Драготињи и Руницама, порушен рудник угља и жичара у Љешљанима, железничке станице Сводна, Рудице и Драготиња и створена пространа слободна територија. Поред напада на Козарску Дубицу, устаници праћени ненаоружаним народом су заузели 31. јула Костајницу и Добрљин, уништили општине у Брезичанима и Великом Паланчишту, а према непријатељским гарнизонима успоставили фронтове.
За руковођење оружаним снагама на подручју Козаре, на састанку у Кнежици 15. августа изабран је Штаб Козарског партизанског одреда. Држање фронтова према Приједору, Градишки, Козарској Дубици, Костајници и Новом Граду, створило је извесне илузије коначног ослобођења, па је њихово разбијање од стране непријатеља у офанзиви од 14. до 18. августа и повлачење устаника у планину, довело је до извесне деморализације, али је криза доста брзо преброђена и, од партизанских група које су се окупиле на Лисини, Медњаку, Витловској коси и Карану, формиране су три партизанске чете с укупно 200 бораца.
Борбе су обновљене крајем септембра када је на Пастиреву организован велики народни збор и извршена смотра Козарског партизанског одреда. Средином октобра 1941. године, у складу са одлукама Саветовања у Столицама, Козарски партизански одред је преименован у Други крајишки партизански одред, који је до краја године поново створио пространу слободну територију и нарастао на три батаљона.

## Офанзива на Козару
У првој половини 1942. године на Козари су постигнути значајни успеси: непријатељев саобраћај био је месецима паралисан, спречен извоз гвоздене руде из Љубије за Немачку, блокиран, а онда и ослобођен Приједор, у којем је савладан јак непријатељски гарнизон. Партизани Козаре имали су прве тенкове и авионе, а такође и дивизион артиљерије. У зачетку је спречено и формирање четничких јединица. У партизански јединицама: Другом крајишком НОП одреду, Пролетераском батаљону Босанске крајине и Првој крајишкој ударној бригади (формираној у селу Ламовита 21. маја 1942. г.) борило се преко 4.000 Козарчана.
Развој Народноослободилачке борбе на Козари забринуо је окупационе власти у Југославији. На састанку представника немачких и италијанских окупационих снага и представника оружаних снага Незавсне државе Хрватске одржаном 2. марта 1942. године у Опатији донета је одлука о чишћењу Босанске крајине. Због тога је у лето 1942. године уследила једна од најтежих окупаторских офанзива у којој је било ангажовано око 40.000 окупаторско-квинслишких војника под руководством немачке борбене групе Западна Босна. Током ове офанзиве погинуло је око 1.700 бораца Другог крајишког партизанског одреда, међу којима и 500 рањеника, док је око 50.000 људи, жена и деце побијено, интернирано у концентрационе логоре или расељено, а козарска села опустошена.

## Даљи развоја НОБ-а
Током августа и септембра 1942. године Други крајишки партизански одред се консолидовао. У августу су два батаљона овог одреда дата за формирање Друге крајишшке ударне бригаде, а по његовом повратку из Подгрмеча на Козару, 23. септембра 1942. од њега је формирана Пета крајишка (козарска) ударна бригада. У новембрау 1942. се на Козару, вратио из Славоније, Пролетерски батаљон Босанске крајине, а постепено се на своја огњишта враћало и избегло становништво. Повратком становништва обновљен је живот у козарским селима што је довело до обнављања нарушене мреже органа Народноослободилачког покрета.
После одласка Пете крајишке бригаде, маја 1943. године, у средњу Босну, на Козари је поново формиран Козарски партизански одред из чијег састава је у септембру исте године формирана Једанаеста крајишка ударна бригада. У новембру 1943. године на Козари су формирани и Градишко-лијевчански, а у мају 1944. године и Тимарски партизански одред. Ова три одреда је Штаб Петог босанског ударног корпуса 28. јула 1944. године објединио у Козарску групу НОП одреда, у чијем саставу је ускоро формиран и самостални Козарачки батаљон. Група ових одреда је нагло нарасла и октобра 1944. године је реорганизована у Двадесету крајишку бригаду. Ова бригада налазила се у саставу 39. крајишке дивизије НОВЈ и до краја рата је држала слободан централни део Козаре.

## Развоја Народне власти на Козари
Упоредо са јачањем оружане борбе и ширењем слободне територије стварана је мрежа Народноослободилачких одбора. У мају 1942. године радила су 22 општинска Народноослободилачка одбора и више политичких организација Народноослободилачког покрета којима су, најпре, руководили Срески и Месни комитети КПЈ за Приједор и Босански Нови, а од октобра новоформирани Окружни комитет Комунистичке партије Југославије за Козару. Крајем 1942. године формирана је Команда приједорског (козарског) војног подручја, а 16. јуна 1943. године Окружни народноослободилачки одбор за Козару. Новом административном поделом Босанске крајине у марту 1945. године подручје Козаре је припало Бањалучком окружном Народноослободилачком одбору, чије је седиште до краја рата било у Приједору.

## Ослобођење Козаре
Приједор је коначно ослободила Четврта крајишка ударна дивизија 8. септембра 1944, а Босанску Градишку 23/24. априла 1945. године. Босанску Дубицу (28. априла), Босански Нови (1. маја) и Босанску Костајницу (2. маја) ослободили су делови Друге југословенске армије у завршним операцијама 1945. године.

### Жртве
Са подручја Козаре у Народноослободилачком рату учествовало је око 11.700 бораца, од којих је у току рата погинуло око 10.000. На меморијалном зиду на Мраковици уписана су имена 9.921 борца са Козаре. До сада прикупљени подаци говоре да су као жртве фашистичког терора животе изгубили 33.398 цивила. До 1988. године евидентирано је 11.219 убијене козарачке деце старости до 14 година. Интернирано је око 7.000 Козарчана. У јулу 1942. године с подручја Козаре је одведено у сабирне логоре, а из њих делимично расељено, упућено у концентрационе логоре или на рад у Немачку 68.500 лица.

## Истакнуте личности НОП-а и народни хероји Козаре
| - Раде Башић - Јово Бијелић - Урош Богуновић - Петар Боројевић - Ратко Вујовић - Стојан Грујичић Јаруга - Стеван Дукић - Михаило Ђурић - Милан Егић - Жарко Згоњанин - Осман Карабеговић - Бошко Каралић - Фрањо Клуз - Раде Кондић - Јосип Мажар Шоша | - Милош Мамић - Лазар Марин - Микан Марјановић - Ивица Марушић Ратко - Миле Мећава - Петар Мећава - Драгоје Миљатовић - Есад Миџић - Владимир Немет Брацо - Давид Пајић - Милан Пилиповић - Бранко Поповић - Лепа Радић - Никола Радуловић - Стево Рауш | - Драгутин Станић - Велимир Стојнић - Младен Стојановић - Миле Тубић - Авдо Ћук - Руди Чајавец - Фадил Шерић - Енвер Шиљак - Бошко Шиљеговић - Милош Шиљеговић - Ранко Шипка - Томица Шпановић - Лазар Штековић - Гојко Шурлан - Борко Арсенић |